# Église Catholique, Apostolique et Française
Die Église Catholique, Apostolique et Française (auch „Église catholique apostolique française“) war eine Kirchengründung von französischen Gegnern der Papstdogmen des Ersten Vaticanums in der Tradition des Gallikanismus. Der sie tragende Kultverein („Association cultuelle“) wurde am 23. Januar 1907 errichtet. Zentrum war zunächst die ehemalige Barnabiten-Kapelle 22bis, rue Legendre, Paris XVII°, bald verlagert nach 51, rue Boursault, Paris XVII°. Als Erzbischof-Primas amtierte anfangs Joseph René Vilatte, als dessen Nachfolger der 1912 von Arnold Harris Mathew zum Bischof geweihte Albert René Laurain de Lignières, der 1915 den Titel Gallikanischer Erzbischof von Paris annahm. Aus Resten der Gruppierung und der Église catholique libre de France des Jules-Ernest Houssay (1844–1912) entstand nach 1916 die Église Gallicane des Louis-François Giraud im Gazinet bei Bordeaux.